# Павел Залевський
Павел Ксавері Залевський (пол. Paweł Ksawery Zalewski; нар. 25 вересня 1964, Варшава) — польський політик та історик.
Депутат Європейського парламенту від партії Громадянська платформа, член Європейської народної партії, віце-голова Комітету з міжнародної торгівлі ЄП, заступник у Комітеті із закордонних справ ЄП. Депутат Сейму I, V, VI і IX скликання, голова Комітету із закордонних справ Республіки Польща V скликання, ініціатор і перший голова польсько-української міжпарламентської групи у Сеймі І каденції.

## Біографія
Народився 25 вересня 1964 року у Варшаві. Вивчав історію і право на історичному факультеті Варшавського університету.
У 80-х роках був діячем опозиції, провадив підземну видавничу діяльність. Належав до Незалежного союзу студентів.
У 1989 році брав участь у роботі Групи у справах вищої освіти під час роботи Круглого столу.
У 1989–1991 роках був радником Міністра народної освіти. У 1991–1996 роках був викладачем (старшим асистентом) у Головній торговельній школі у Варшаві.
У 1996–2002 і 2003–2005 працював керуючим партнером у міжнародній фірмі з кадрового консалтингу.

## Політична діяльність
Депутат Сейму I, V і VI скликання, голова Комітету у закордонних справах Республіки Польща V скликання.
Ініціатор і перший голова Польсько-української міжпарламентської групи у Сеймі І каденції.
Упродовж багатьох років Павел Залевскі був пов'язаний із середовищем консерваторів. У 2002 році розпочав співпрацю із партією «Право і справедливість». У 2007 році був обраний її віце-президентом.
У роках 2002—2003 був членом Правління Мазовецького воєводства. Розпочав приготування до використання регіоном європейських фондів. Боровся із непотизмом і використанням посади Губернатора воєводства для реалізації партійних інтересів.
Керуючи роботою Комітету у закордонних справах Сейму Республіки Польща, перетворив його на місце для порозуміння у галузі польської закордонної політики. Із 2006 року докладав зусиль, щоб змінити спосіб ведення офіційної політики таким чином, аби вона більш результативно працювала на користь польських інтересів. В умовах замороження стосунків із Німеччиною, будував міжпарламентський польсько-німецький діалог, пояснюючи нашу точку зору. Протегував концепцію енергетичної безпеки, результативно підтримуючи купівлю компанією Orlen нафтопереробного заводу у Можейках у Литві.
Журнал «Політика» визнав Павла Залевського найкращим депутатом парламентського сезону 2006/2007.
З грудня 2007 по травень 2009 брав участь у засіданнях Сейму Республіки Польща як позафракційний депутат.
З травня 2009 року член партії «Громадянська платформа».
З травня по червень 2009 року був членом парламентарного клубу «Громадянська платформа».
7 червня 2009 року отримав мандат до Європейського парламенту, стартуючи на 2 місці у списку Громадянської платформи у варшавській виборчій дільниці.
Віце-голова Комітету з міжнародної торгівлі ЄП. Віце-голова комісії з питань економічної інтеграції та гармонізації законодавства з правовими стандартами і політикою ЄС в рамах Парламентської асамблеї EURONEST. Член Підкомітету з безпеки і оборонної політики, Делегації Комітету з парламентської співпраці ЄС — Каріфорум, Делегації у справах стосунків із Іраном, а також Делегації Парламентської асамблеї EURONEST. Заступник у Комітеті із закордонних справ ЄП і Делегації у справах стосунків із Білоруссю.
Член Європейської народної партії (ЕРР).
Від 1 квітня 2011 року координатор міжнародної співпраці у Консультаційній раді при Міністерстві аграрної політики України. У січні 2013 року рішенням міністра закордонних справ Радослава Сікорського Павла Залевського було призначено співголовою Польсько-українського форуму партнерства.
У 2019 році був обраний депутатом IX скликання Сейму Польщі від Громадянської платформи.

## Нагороди
- Великий хрест ордену «Зірка Італійської Солідарності» (2007, Італійська Республіка)[5]
- Хрест кавалера ордену Почесного легіону (2007, Французька Республіка)
- Президентський орден Сяйво (2013, Грузія)[6]